# دی‌پتاسیم سیکلواکتاتتراانید
دی‌پتاسیم سیکلواکتاتتراانید، که گاهی اوقات به اختصار K۲COT نیز نوشته می شود، یک ترکیب آلی حاوی پتاسیم با فرمول K۲C۸H۸ است. این ماده به صورت جامد قهوه‌ای رنگ است و به عنوان پیش ماده در سنتز کمپلکس‌های سیکلواکتاتتراانید مانند اورانوسن (U(C۸H۸)۲) استفاده می شود. 

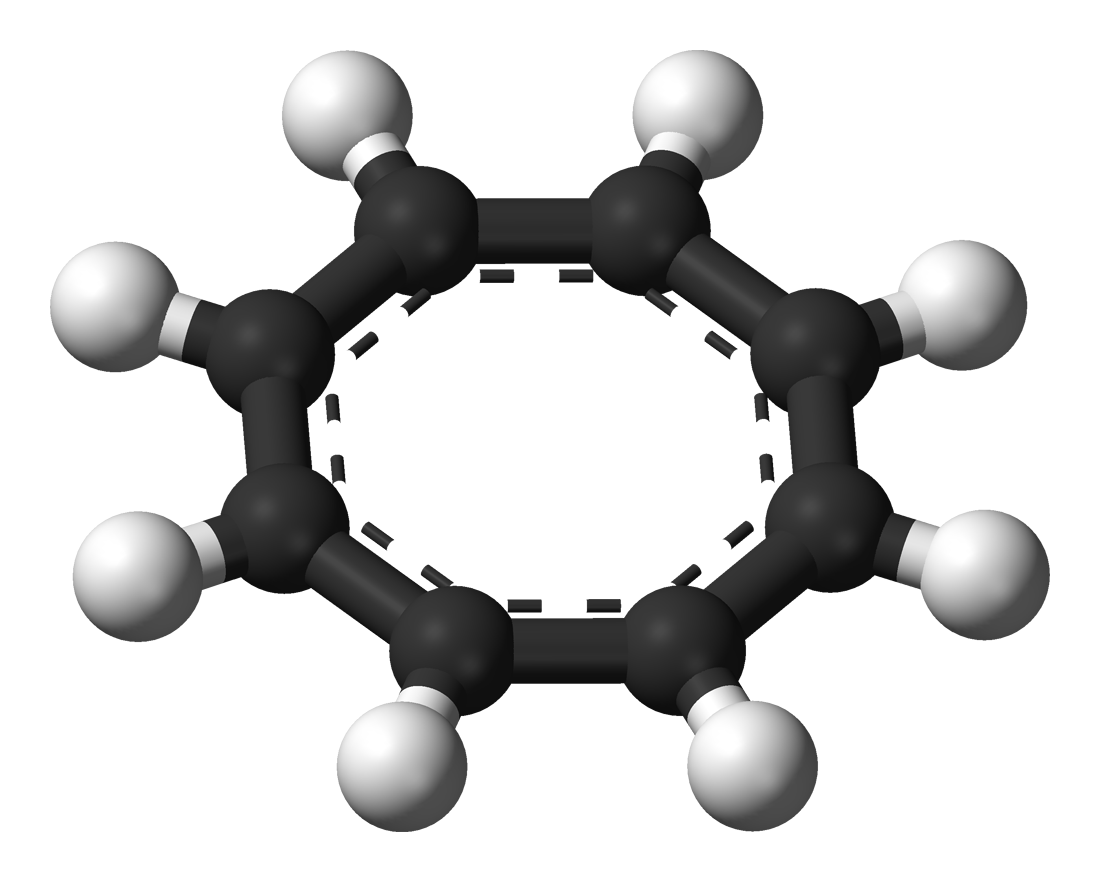
مدل گلوله و میله −COT^{2}

## سنتز
پتاسیم سیکلواکتاتتراانید در اثر واکنش سیکلواکتاتتراان با فلز پتاسیم ایجاد می شود:
۲ K + C۸H۸ → K۲C۸H۸
این واکنش منجر به کاهش ۲ الکترون پلی‌ان می شود و با تغییر رنگ از بی رنگ به قهوه ای همراه است.